# Браунсбедра
Браунсбедра (њем. Braunsbedra) град је у њемачкој савезној држави Саксонија-Анхалт. Једно је од 29 општинских средишта округа Зале. Према процјени из 2010. у граду је живјело 12.373 становника. Посједује регионалну шифру (AGS) 15088065.

## Географски и демографски подаци
Браунсбедра се налази у савезној држави Саксонија-Анхалт у округу Зале. Град се налази на надморској висини од 104 метра. Површина општине износи 74,4 km². У самом граду је, према процјени из 2010. године, живјело 12.373 становника. Просјечна густина становништва износи 166 становника/km².